# Saint-Junien
Saint-Junien ist eine französische Kleinstadt mit 11.382 Einwohnern (Stand 1. Januar 2022) im Département Haute-Vienne in der Region Nouvelle-Aquitaine. Sie gehört zum Gemeindeverband Porte Océane du Limousin.

## Geografie
Saint-Junien liegt im Regionalen Naturpark Périgord-Limousin, 29 Kilometer nordwestlich von Limoges. Die Flüsse Vienne, die Glane und die Gorre fließen durch das Gemeindegebiet.

## Geschichte
Saint-Junien wurde nach einem Eremiten benannt, der dort im 6. Jahrhundert in einer Grotte gelebt haben soll. Im 10. Jahrhundert wurde eine Abtei auf seinem Grab errichtet. Im 11. Jahrhundert wurde eine Stadtmauer errichtet. Ab dem 11. Jahrhundert war Saint-Junien eine Hochburg der Handschuhmacher, der Weißgerber und der Filzherstellung. Der Bischof von Limoges war im 13. Jahrhundert Seigneur der Ortschaft und verlieh ihr 1254 das Stadtrecht (liberté communale).

## Städtepartnerschaften
Saint-Junien unterhält drei Städtepartnerschaften. Seit 2001 besteht eine Partnerschaft mit der polnischen Kleinstadt Żukowo, seit 1970 eine Partnerschaft mit der belgischen Ortschaft Jumet, die inzwischen zu Charleroi gehört, und seit 2000 mit der deutschen Kleinstadt Wendelstein.

## Kultur und Sehenswürdigkeiten
Saint-Junien ist mit drei Blumen im Conseil national des villes et villages fleuris (Nationalrat der beblümten Städte und Dörfer) vertreten. Die „Blumen“ werden im Zuge eines regionalen Wettbewerbs verliehen, wobei maximal drei Blumen erreicht werden können.
Die Stiftskirche St-Junien wurde vom Ende des 11. Jahrhunderts bis ins 13. Jahrhundert gebaut.
Im Westen der Stadt führt der Pont Sainte-Élisabeth aus dem 13. Jahrhundert über die Glane.

## Wirtschaft
Saint-Junien ist ein historisches Zentrum der Lederindustrie. Heute werden noch in drei Manufakturen Handschuhe hergestellt.
Auf dem Gemeindegebiet gelten kontrollierte Herkunftsbezeichnungen (AOC) für Butter (Beurre Charentes-Poitou, Beurre des Charentes und Beurre des deux Sevres) sowie geschützte geographische Angaben (IGP) für Kalbfleisch (Veau du Limousin), Lammfleisch (Agneau du Limousin und Agneau du Poitou-Charentes), Schweinefleisch (Porc du Limousin), Schinken (Jambon de Bayonne) und Wein (Haute-Vienne blanc, rosé oder rouge).

## Persönlichkeiten
- Joseph Jiel-Laval (1855–1917), Radrennfahrer